# Біскра
Біскра (араб. بسكرة, також від 1981 року — Бескра) — місто на півночі Алжиру, адміністративний центр однойменних вілаєта та округу. Розташований приблизно за 400 км на південний схід від міста Алжир, за 115 км на південний захід від міста Батна та за 222 км на північ від міста Туггурт. Населення міста становить 190 000 осіб (за оцінкою 2005 року).

## Історія
У IX столітті землі, на яких сьогодні розташоване місто, були завойовані арабами. На початку XII століття Біскра стає столицею напівнезалежної держави Заб. Проте вже у XIII столітті ці землі потрапили під владу династії Хафсидів, які керували державою Іфрікія. У 1552 році Біскра була завойована Османською імперією. Турецьке панування тривало аж до першої половини XIX століття; у 1844 році Біскра була захоплена французькими військами. У період з 1849 по 1851 рік у місті було зведено цитадель. З 1849 по 1871 роки Біскра була ареною періодичних боїв між французами та місцевими кочовими племенами.
У 1962 році Біскра стала частиною незалежного Алжиру.

## Економіка
Основою місцевої економіки є виробництво та переробка сільськогосподарської продукції. Вирощування сільгоспкультур здійснюється за допомогою системи іригації. У першу чергу, головною такою культурою є фініки. Також вирощуються пшениця, ячмінь, фіги, гранати, абрикоси і оливки.
Важливою статтею доходів для місцевого бюджету є також і туризм. Туристів приваблюють, у першу чергу, м'який місцевий клімат в зимовий час і сірчані джерела, використовувані в лікувальних цілях: проти ревматизму і шкірних захворювань.

## Транспорт
Місто є транспортним вузлом, через який проходять автомобільні дороги і залізниці. Також у Біскрі є аеропорт.